# Escut de la Pobla d'Arenós
L'escut de la Pobla d'Arenós és el símbol representatiu oficial de la Pobla d'Arenós, municipi del País Valencià, a la comarca de l'Alt Millars. Té el següent blasonament:
| « | Escut quadrilong de punta redona, partit. Al primer quarter, en camp d'atzur, un castell de tres homenatges d'or, maçonat i aclarit de sable. Al segon quarter, en camper d'argent, tres faixes ondades d'atzur. Al timbre, una corona reial oberta. | » |

## Història
L'escut s'aprovà per Resolució de 26 de juny de 1996, del conseller de Presidència, publicada en el DOGV núm. 2.837, del 30 de setembre de 1996.
El castell fa al·lusió a l'antic castell d'Arenós, que fou centre d'una baronia. Les ones d'atzur sobre camper d'argent són les armes dels barons d'Arenós, antics senyors de la vila.